# HSV

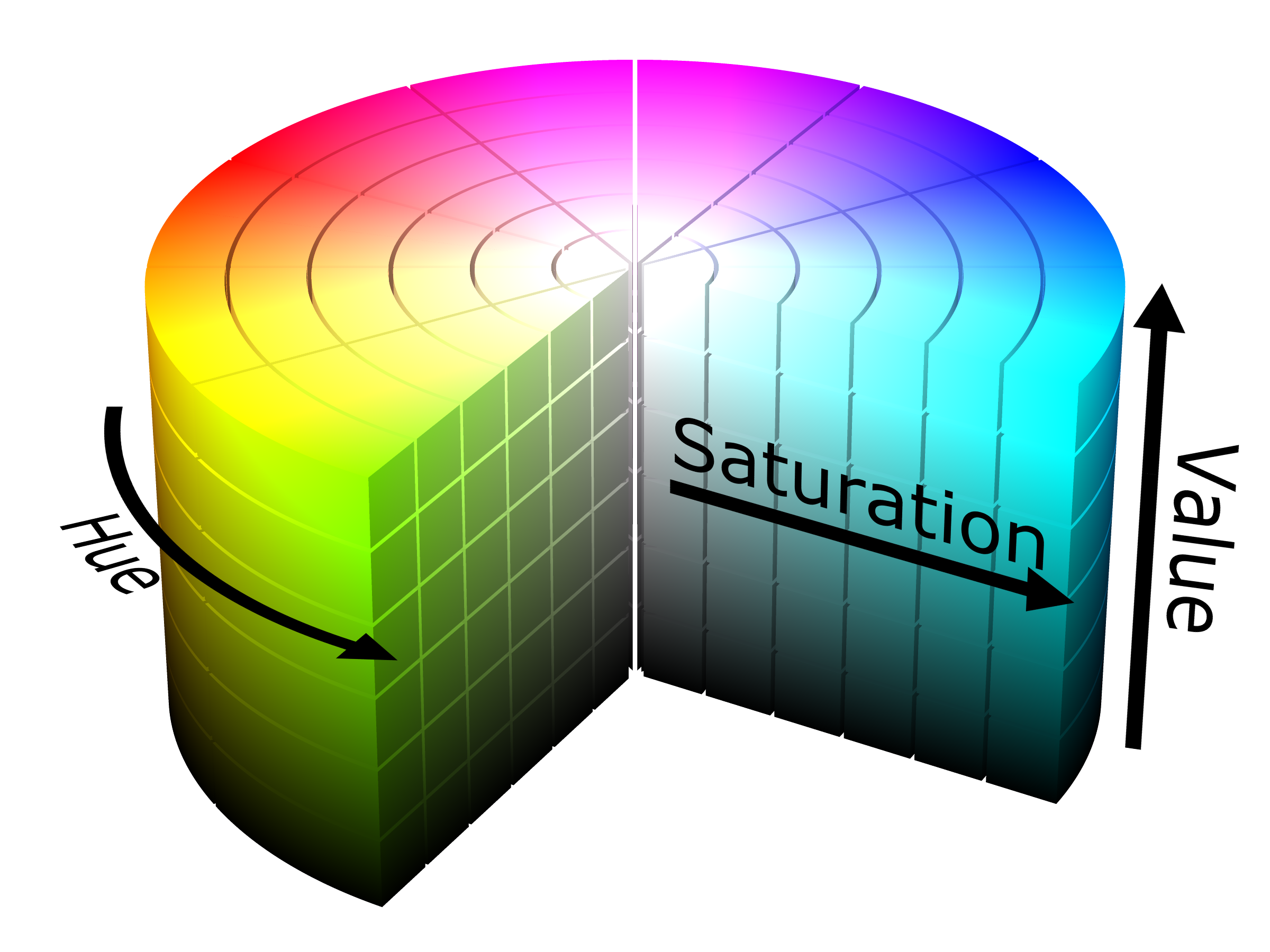
Grafické zobrazení HSV

HSV (Hue, Saturation, Value), také známý jako HSB (Hue, Saturation, Brightness), je barevný model, který vytvořil v roce 1978 Alvy Ray Smith. Tento barevný model nejvíce odpovídá lidskému vnímání barev. Skládá se ze tří složek (nejsou to základní barvy), u nichž je nutno hlídat hodnoty (možné nesmyslné kombinace):
- Hue – odstín. Převládající barva odražená nebo procházející objektem. Měří se jako poloha na standardním barevném kole (0° až 360°). Obecně se odstín označuje názvem barvy.
- Saturation – sytost barvy, příměs jiné barvy. Někdy též chroma, síla nebo čistota barvy, představuje množství šedi v poměru k odstínu, měří se v procentech od 0 % (šedá) do 100 % (plně sytá barva). Na barevném kole vzrůstá sytost od středu k okrajům. Např. červená s 50 % sytostí bude růžová.
- Value – hodnota jasu, množství bílého světla. Relativní světlost nebo tmavost barvy. Jas vyjadřuje kolik světla barva odráží, dalo by se také říct přidávání černé do základní barvy.

## HSL a HSV

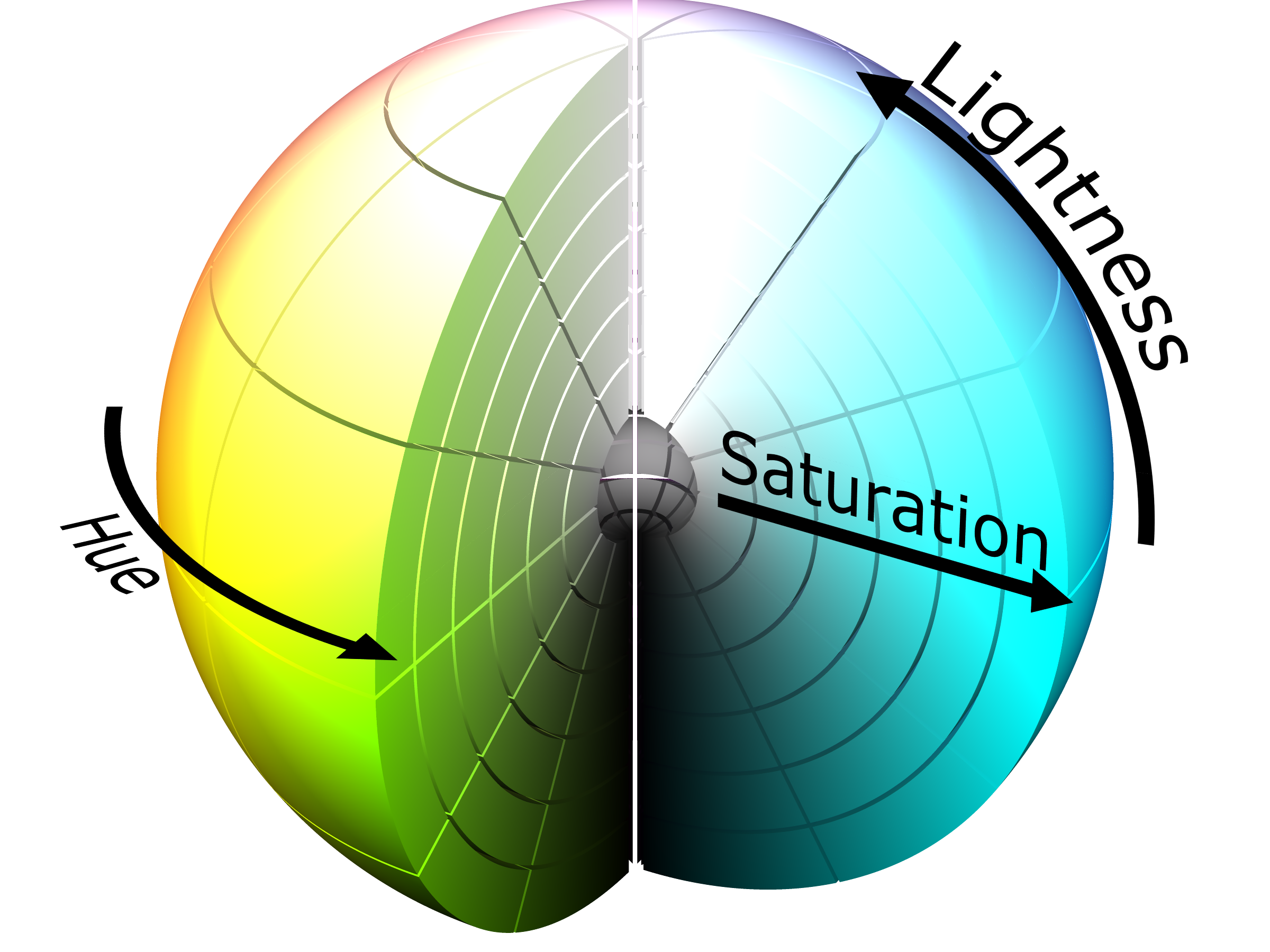
HSL mapované do koule
(s vyříznutým rohem)

HSL a HSV (také nazývané HSB) jsou dvě příbuzné reprezentace bodů v barevném prostoru RGB, které se pokouší popisovat vnímání barevných vztahů přesněji než RGB, ale přesto zůstávají výpočtově jednoduché. HSL stojí na odstínu, sytosti a světlosti, zatímco HSV stojí na odstínu, sytosti a hodnotě.
HSL i HSV popisují barvy jako body ve válci, jehož centrální osa sahá od černé až dolů k bílé a nahoru k neutrální barvě mezi nimi, kde úhel kolem osy odpovídá „odstínu“, vzdálenost od osy odpovídá „saturaci“, a vzdálenost podél osy odpovídá „světlosti“, „hodnotě“ nebo „jasu“.
Tyto dvě reprezentace jsou podobné v účelu, ale liší se poněkud v přístupu. Oba jsou matematicky válcovité, ale zatímco HSV (odstín, saturace, hodnota) mohou být myšleny jako převrácený kužel barev (s černým bodem dole, a plně syté barvy kolem kruhu nahoře), HSL reprezentuje dvojitý kužel nebo koule (s bílou nahoře, černou dole, a syté barvy kolem okraje vodorovného typického vzorku s šedým středem). Odstín je u obou reprezentací stejný, zato sytost se výrazně liší.

### Srovnání
HSL a HSV jsou si podobné. Výhodou HSL je to, že pojímá sytost a světlost jako dvě nezávislé veličiny, což je pro někoho intuitivnější. Na druhou stranu v HSL mohou mít téměř bílé barvy 100% sytost, což naopak příliš intuitivní není. Zda je pro uživatelská rozhraní vhodnější HSL či HSV je proto sporné.
Výhody HSL jsou v symetrii světlosti a tmy, to znamená:
- Sytost jde vždy od plně syté barvy k ekvivalentu šedé (v HSV, to jde od plně syté barvy k bílé).
- Světlost má vždy rozsah od černé přes zvolený odstín až k bílé (v HSV, jde poloviční cestou, od černé k volenému odstínu).

V softwaru je odstínem založený barevný model (HSV nebo HSL) obvykle představován uživateli ve formě lineárního nebo kruhového odstínového výběru a dvojrozměrné oblasti (obvykle čtverec nebo trojúhelník) kde si můžete vybrat saturaci a hodnotu světlosti pro vybraný odstín. S touto reprezentací je rozdíl mezi HSV a HSL vedlejší. Nicméně mnoho programů vás nechá si vybrat barvu přes lineární posouvátka nebo numerický vstup a pro ty je obvykle používán jeden z HSL nebo HSV (ne oba) modelů. HSV je tradičně více používán.

### Využití
- Aplikace využívající HSV:
  - Desktop environment styles (KDE Plasma , Xfce, Gnome)
  - Některé neuronové sítě na zpracování obrázků (někdy také využívají YUV)
  - GIMP
  - Inkscape
  - Xara Xtreme
  - Paint.NET
  - Adobe grafické aplikace (Illustrator, Photoshop, a další)

- Aplikace využívající HSL:
  - CSS3 specifikace
  - Inkscape (začínaje verzí 0.42)
  - Macromedia Studio
  - Microsoft Windows (spojené Microsoft Malování)
  - Paint Shop Pro
  - ImageMagick

- Aplikace využívající HSV i HSL:
  - Pixel image editor (začínaje verzí Beta5)
  - Pixia
  - Bryce
  - GIMP (HSV pro výběry barev, HSL pro úpravu fotografií)
  - 3D Sweet Home

## Vizualizace

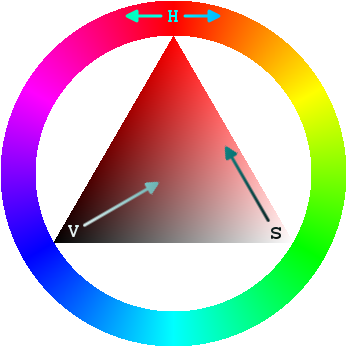
HSV kruh umožňuje rychle vybrat množství barev.

Model HSV je obvykle používán v grafických aplikacích, pro nastavení barvy. K tomu se používá HSV kruh. Je reprezentován vnější kruhovou oblastí a vnitřní trojúhelníkovou oblastí. Typicky svislá osa ukazuje nasycení, zatímco vodorovná osa hodnotu. Barva může být vybrána výběrem odstínu z kruhové oblasti a poté výběrem nasycení a hodnoty z trojúhelníkové oblasti.

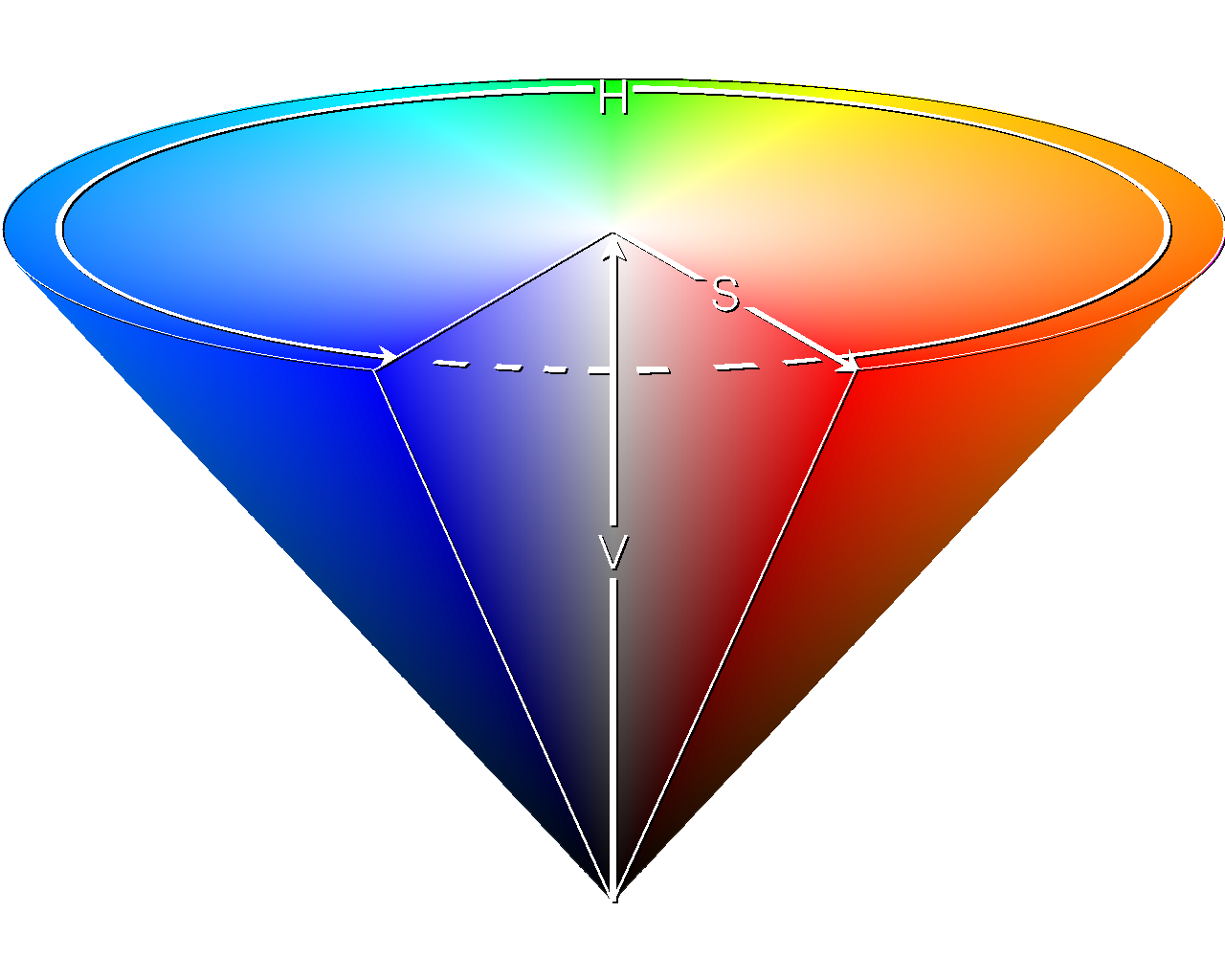
Kuželová (konická) reprezentace HSV modelu je vhodná k zobrazení celého HSV barevného prostor
v jediném objektu.

Další způsob vizualizace HSV modelu je kužel. Zde je odstín zobrazen jako úhel od svislé osy. Sytost je reprezentována vzdáleností od svislé osy a hodnota je vzdálenost od špičatého konce kužele. Některé reprezentace používají šestiúhelníkový jehlan, místo kruhového kužele. Tato metoda je vhodná k zobrazení celého HSV barevného prostoru v jediném objektu, ale kvůli trojrozměrnému prostředí, není vhodná k výběru barvy ve dvojrozměrných počítačových rozhraních.

## Význam
Umělci preferují barevné modely HSV a HSL před modely jako je RGB nebo CMYK, protože HSV a HSL více odpovídají lidskému vnímání barev a oddělují samostatně odstín.

## Srovnání s jinými barevnými modely
HSV prostor (tristimulus) technicky nepodporuje osobní mapování k fyzickému zobrazovacímu zařízení (jen elektrickému spektru měřeném v radiometrii). Není obecně moudré pokoušet se dělat přímá srovnání mezi HSV osami a fyzikálními vlastnostmi jako je vlnová délka nebo amplituda.

## Formální specifikace
HSL a HSV jsou definovány matematicky transformováním souřadnic R, G, a B z barevného prostoru RGB.

### Převod zRGBdoHSLneboHSV

ilustrace vztahu mezi „odstínem“ barev s maximální saturací v HSV a HSL s jejich odpovídáním RGB.

Složky r, g, b jsou červená, zelená a modrá složka barvy, jejichž hodnoty jsou reálná čísla mezi 0 a 1. Maximální hodnota se rovná největší z nich a minimální hodnota té nejmenší. Následně se spočítají hodnoty (h, s, l) v HSL prostoru, kde h ∈ [0, 360) je úhel odstínu ve stupních, a s, l ∈ [0,1] jsou sytost a světlost. Vypočítáme:
{\displaystyle h={\begin{cases}{\mbox{nedefinovan}},&{\mbox{jestlize }}max=min\\60^{\circ }\times {\frac {g-b}{max-min}}+0^{\circ },&{\mbox{jestlize }}max=r{\mbox{ a }}g\geq b\\60^{\circ }\times {\frac {g-b}{max-min}}+360^{\circ },&{\mbox{jestlize }}max=r{\mbox{ a }}g<b\\60^{\circ }\times {\frac {b-r}{max-min}}+120^{\circ },&{\mbox{jestlize }}max=g\\60^{\circ }\times {\frac {r-g}{max-min}}+240^{\circ },&{\mbox{jestlize }}max=b\end{cases}}}
{\displaystyle l={\begin{matrix}{\frac {1}{2}}\end{matrix}}(max+min)}
{\displaystyle s={\begin{cases}0,&{\mbox{jestlize }}l=0{\mbox{ nebo }}max=min\\{\frac {max-min}{max+min}}={\frac {max-min}{2l}},&{\mbox{jestlize }}0<l\leq {\frac {1}{2}}\\{\frac {max-min}{2-(max+min)}}={\frac {max-min}{2-2l}},&{\mbox{jestlize }}l>{\frac {1}{2}}\end{cases}}}
Hodnota h je normalizována na interval 0 až 360°. Hodnota h = 0 je používána, když se maximální hodnota rovná minimální místo toho, aby se h stalo nedefinované. HSV má stejnou definici odstínu, ale ostatní součásti se liší. Hodnoty pro s a v pro HSV jsou barvy definovány takto:
{\displaystyle s={\begin{cases}0,&{\mbox{if }}max=0\\{\frac {max-min}{max}}=1-{\frac {min}{max}},&{\mbox{jinak}}\end{cases}}}
{\displaystyle v=max\,}

### Převod zHSLdoRGB
Daná barva vymezila hodnoty (h, s, l) v prostoru HSL, s h v dosahu [0, 360), ukazatel úhlu, v mírách odstínu, a s s a l v dosahu [0, 1], reprezentovat saturaci a světlost, příslušně odpovídající trojice (r, g, b) v prostoru RGB, s r, g, a b také v dosahu [0, 1], a odpovídající červené, zelené a modré příslušně, můžeme počítat takto:
Nejprve, jestliže s = 0, pak je výsledná barva bezbarvá nebo šedá. V tomto zvláštním případě se všechny složky r, g, a b rovnají l. Všimněte si, že tato hodnota je v této situaci nedefinovaná.
Když s ≠ 0, k postupu může být použito toto:
{\displaystyle q={\begin{cases}l\times (1+s),&{\mbox{if }}l<{\frac {1}{2}}\\l+s-(l\times s),&{\mbox{if }}l\geq {\frac {1}{2}}\end{cases}}}
{\displaystyle p=2\times l-q\,}
{\displaystyle h_{k}={h \over 360}\,} (h normalizováno v rozmezí [0,1))
{\displaystyle t_{R}=h_{k}+{\frac {1}{3}}\,}
{\displaystyle t_{G}=h_{k}\,}
{\displaystyle t_{B}=h_{k}-{\frac {1}{3}}\,}
{\displaystyle {\mbox{if }}t_{C}<0\rightarrow t_{C}=t_{C}+1.0\quad {\mbox{pro kazde}}\,C\in \{R,G,B\}}
{\displaystyle {\mbox{if }}t_{C}>1\rightarrow t_{C}=t_{C}-1.0\quad {\mbox{pro kazde}}\,C\in \{R,G,B\}}
Pro každý barevný vektor - barva = (barvaR, barvaG, barvaB) = (r, g, b),
{\displaystyle {Barva}_{C}={\begin{cases}p+\left((q-p)\times 6\times t_{C}\right),&{\mbox{if }}t_{C}<{\frac {1}{6}}\\q,&{\mbox{if }}{\frac {1}{6}}\leq t_{C}<{\frac {1}{2}}\\p+\left((q-p)\times 6\times ({\frac {2}{3}}-t_{C})\right),&{\mbox{if }}{\frac {1}{2}}\leq t_{C}<{\frac {2}{3}}\\p,&{\mbox{jinak }}\end{cases}}}
{\displaystyle {\mbox{pro kazdou}}\,barvu\in \{R,G,B\}}

### Převod zHSVdoRGB
Podobně, daná barva vymezila hodnoty (h, s, v) v prostoru HSV, s h jak je uvedeno výše, a s s a v v rozmezí mezi 0 a 1, reprezentují saturaci a hodnotu. Odpovídající složky (r, g, b) v RGB prostoru mohou být počítány takto:
{\displaystyle h_{i}=\left\lfloor {\frac {h}{60}}\right\rfloor \mod 6}
{\displaystyle f={\frac {h}{60}}-h_{i}}
{\displaystyle p=v\times (1-s)\,}
{\displaystyle q=v\times (1-f\times s)\,}
{\displaystyle t=v\times (1-(1-f)\times s)\,}
Pro každý barevný vektor (r, g, b):
{\displaystyle (r,g,b)={\begin{cases}(v,t,p),&{\mbox{if }}h_{i}=0\\(q,v,p),&{\mbox{if }}h_{i}=1\\(p,v,t),&{\mbox{if }}h_{i}=2\\(p,q,v),&{\mbox{if }}h_{i}=3\\(t,p,v),&{\mbox{if }}h_{i}=4\\(v,p,q),&{\mbox{if }}h_{i}=5\\\end{cases}}}

## Terminologie
- Světlost – znamená na vnímanou odraznost povrchu.
- Jas – se používá ve významu poměrný jas, který je založený na fotometrické definici jasu, ale je normalizován s ohledem na odkaz bílé.
- Světelnost – nesprávně se používá jako poměrný jas.

## Příklad
RGB hodnoty jsou v rozsahu od 0.0 do 1.0.
| RGB           | HSL             | HSV            | Výsledek |
| ------------- | --------------- | -------------- | -------- |
| (1, 0, 0)     | (0°, 1, 0.5)    | (0°, 1, 1)     |          |
| (0.5, 1, 0.5) | (120°, 1, 0.75) | (120°, 0.5, 1) |          |
| (0, 0, 0.5)   | (240°, 1, 0.25) | (240°, 1, 0.5) |          |